# Centrotoclytus canalis
Centrotoclytus canalis är en skalbaggsart som beskrevs av Holzschuh 1992. Centrotoclytus canalis ingår i släktet Centrotoclytus och familjen långhorningar. Inga underarter finns listade.